# Carlos Carvallo
Carlos Luis Carvallo (Oberá, 15 de octubre de 1954) es un periodista, locutor y expolicía argentino. 
Perteneció a la Policía de la Provincia de Entre Ríos, e integró el Batallón de Inteligencia 601 del Ejército Argentino, como personal civil, durante el autoproclamado Proceso de Reorganización Nacional, por lo que ha sido acusado por crímenes contra la humanidad. Estuvo prófugo de la justicia desde noviembre de 2014 y se entregó a las autoridades el 23 de agosto de 2018.
Paralelamente realizó su carrera como periodista, trabajando en diversas radios de la provincia de Misiones desde que inició su carrera en 1979 en una radio de Oberá.

## Trayectoria
Estudió en el ISER (Instituto Superior de Enseñanza Radiofónica), de donde se recibió en 1980. 
Fue locutor de Canal 12, el canal de televisión estatal de Misiones. Hasta el abandono de su actividad pública cocondujo junto con Alfredo Abrazián el Show de los Impactos en FM Show de Posadas. Su trayectoria como periodista y productor ha recibido diversos premios locales como nacionales,[cita requerida] tales como el Premio del Sindicato de Prensa de Misiones.

## Vinculación con actividades represivas
Carvallo fue señalado como partícipe de grupos de tareas que llevaban a cabo secuestros ilegales de personas para el sometimiento a torturas y posterior desaparición de la Policía de Entre Ríos. En 2012 salió a la luz que Carvallo había sido agente de inteligencia ―con el nombre de Carlos Luis Carvallo Lombardi y Carlos Luis Gómez Carvallo― perteneciente al Batallón de Inteligencia 601 del Ejército Argentino
y fue relacionado con múltiples actividades criminales clandestinas
y con delitos de lesa humanidad cometidos en la ciudad de Paraná (provincia de Entre Ríos) durante la última dictadura cívico-militar argentina (entre 1976 y 1983).
En 2015, Carvallo se encuentra prófugo con pedido de captura internacional, buscado por Interpol.
El 23 de agosto de 2018, Carvallo fue detenido en una casa del Barrio Santa Rita de Posadas, Misiones.
En diciembre de 2020 fue condenado a 12 años de prisión por delitos cometidos en el marco del genocidio perpetrado por la dictadura cívico-militar argentina de 1976/1983.